# 500 a. C.
El año 500 a. C. fue un año del calendario romano prejuliano. En el Imperio Romano, fue conocido como el año 254 Ab Urbe condita. Fue el primer año del siglo V a. C.

## Acontecimientos
- Aparece el ábaco en Egipto.[1]
- Aparición de la Cultura Nok.
- Aristágoras, yerno de Histieo, toma Naxos con ayuda de los persas
- Babilonia conquista a los moabitas.
- Comienzo del período agroalfarero temprano de las culturas prehispánicas del Noroeste Argentino.
- Con la construcción de Monte Albán, en el valle de Oaxaca, se inicia el desarrollo de las primeras ciudades Estado de Mesoamérica. La sociedad zapoteca desarrolla un sistema comercial extensivo basado en la producción manufacturera.[1]
- El estratega chino Sun Tzu escribe El arte de la guerra, el tratado militar más antiguo.[1]
- El rey Dario I traslada la capital del Imperio persa a Persépolis.[1]
- Fundación de la ciudad de Viena.
- Los orfebres asentados en lo que actualmente es Colombia desarrollan las técnicas de percusión y cera perdida para producir sus piezas más elaboradas.[1]
- Los romanos ponen asedio a la ciudad de Fidenas.
- Meroe, capital del reino sudanés de Nepatán, es una ciudad plenamente establecida que alberga la sociedad más desarrollada del África subsahariana.[1]
- Posible fecha del mítico primer emperador de Japón.
- Rebelión de Fidenas. Expulsión de la guarnición romana de la ciudadela.
- Se desarrolla la cultura de Tierradentro y las comunidades sedentarias en San Agustín. En la sabana del altiplano cundiboyacense se practica la cerámica, con pobladores de tierras bajas que se unirían a los primitivos habitantes y formarían las bases de la cultura muisca o chibcha).
- Segunda Edad del Hierro en la península ibérica. Desarrollo de los pueblos prerromanos. En el interior, celtíberos; en la costa mediterránea, los íberos.[2]
- Últimas muestras de arte Olmeca en México. Sobresalen los bajorrelieves de soberanos y escenas de animales sobrenaturales atacando a seres humanos.[1]

## Nacimientos
- Anaxágoras, filósofo griego
- Tosuad, soldado griego

## Fallecimientos
- Pitágoras, filósofo y matemático griego.